# Gay's the Word
Gay's The Word és una llibreria situada al carrer Marchmont, número 66, del districte de Bloomsbury, a Londres. Durant més de trenta anys va ser l'única llibreria del Regne Unit dedicada exclusivament al públic LGBT. El 2009 va celebrar el seu trentè aniversari.
Inspirat per l'emergència i el desenvolupament de les llibreries als Estats Units, un petit grup de pioners gais i socialistes van fundar la llibreria el 1979. Es van plantejar diversos locals, incloent alguns a Covent Garden, que s'estava reformant, abans d'obrir al carrer Marchmont. La resistència inicial del consell de Camden per donar el permís es va superar gràcies a l'ajuda de Ken Livingstone, aleshores conseller de Camden i més tard alcalde de Londres.

## Història
Des dels seus començaments, la botiga ha estat a centre d'informació de la comunitat per a lesbianes i gais. Un gran àrea amb sofàs en la part de darrere permetia trobar-se amb els amics i prendre un cafè, o revisar les notícies, els esdeveniments propers i les llistes de grups gais en els taulers d'anuncis. Hi havia un piano que podia ser emprat en tardes musicals i sobre el piano es trobaven les notes del musical que va inspirar el nom de la llibreria, Gay's the Word d'Ivor Novello. A més d'una llibreria i d'un lloc de trobada, diverses comunitats i grups empraven la llibreria després de les hores d'obertura per fer les seves reunions. Algunes de les organitzacions que utilitzaven el local eren Icebreakers, el Lesbian Discussion Group («Grup de Discussió Lèsbic», que segueix funcionant després de trenta anys), Gai Black Group («Grup Gai Negre») i el Gai Disabled Group («Grup Gai de Discapacitats»). També era el centre de les populars reunions mensuals de TransLondon. El piano ha desaparegut fa temps, però se segueix utilitzant el cafè i el tauler d'anuncis gratuït, i centenars de persones entren cada setmana per recollir les revistes gais gratuïtes.
Quan la llibreria va ser fundada fa trenta anys, els llibres de temes gais no estaven disponibles en general. Els primers butlletins informatius llistaven algunes llibreries radicals que venien llibres gais del Regne Unit i Gay News tenia un excel·lent i pioner servei de comanda per correu. El moviment gai dels Estats Units d'aquest període era especialment intens i va produir una quantitat immensa de literatura, i es van crear nombroses petites editorials. Gay's the Word havia d'importar gran part del seu fons dels EUA, ja que al Regne Unit no es publicaven suficients títols. Les editorials gais i lèsbiques que més tard s'instal·larien al Regne Unit van ser Gai Men's Press, Brilliance Books, Onlywomen Press o Third House.
El 1984 el servei de duanes del Regne Unit, assumint que la llibreria era una tenda de pornografia més que una llibreria seriosa, va muntar un gran assalt i va confiscar material per un valor de diversos milers de lliures. Entre les obres confiscades, es trobaven obres de Tennessee Williams, Gore Vidal, Christopher Isherwood i Jean Genet. Els gerents de la llibreria van ser acusats finalment de conspiració per importar llibres "indecents", segons la Lleide consolidació de duanes de 1876. Al contrari que en el cas de la llei de publicacions obscenes britànica que tracta sobre els materials publicats al Regne Unit, la Llei de consolidació de duanes de 1876 no feia excepcions per valor artístic o literari dins dels títols que havien de ser confiscats per duanes. La diferència entre les dues lleis produïa la paradoxa que es podia publicar un llibre al Regne Unit, però era il·legal importar-lo. Es va iniciar una campanya i es va crear un fons d'ajuda que va arribar a reunir 50.000 lliures. Molts escriptors famosos van donar el seu suport i Gore Vidal va donar 3000 lliures. Es van editar articles en diaris, diversos membres del parlament van visitar la llibreria i es van realitzar algunes preguntes a la Cambra dels Comuns.
La denúncia es va retirar finalment.
La llibreria ha estat seu de moltes lectures i sessions d'autògrafs d'autors coneguts i emergents. Allen Ginsberg, Edmund White, David Leavitt, William Corlett, Armistead Maupin, Jake Arnott, Charlotte Mendelson, Patrick Gale i Neil Bartlett han llegit en la llibreria. També s'han realitzat xerrades dels biògrafs Neil McKenna (Secret Life of Oscar Wilde), Sheila Rowbotham (Edward Carpenter); els historiadors Matt Cook (A Gay History of Britain) i Matt Houlbrook (Queer London); i molts altres acadèmics gais i lèsbics.
El 2006 es va presentar al Festival de Cinema Lèsbic i Gai de Londres un documental sobre la llibreria realitzat per Douglas Belford.
El 8 d'agost de 2011 l'aparador de la llibreria va ser destrossat per un grup de joves amb bicicleta que van llançar pedres i que van fugir posteriorment. Els motius de l'acció no s'han aclarit, i podria haver estat relacionada amb els disturbis d'altres zones de Londres o amb un atac homòfob, ja que les tendes dels voltants no es van assaltar.

## Campanyes
L'augment del lloguer i les vendes de llibres per Internet van portar a la llibreria a una situació límit el 2007, quan es van témer el seu tancament. La llibreria va llançar una campanya per mantenir-se oberta que va obtenir una gran cobertura de diaris com The Guardian, The Times i The Independent, així com de la premsa LGBT, com QX i Boyz. Els treballadors de la llibreria es van veure sorpresos de l'èxit, i la notícia va arribar blogs de Rússia, Austràlia, Estats Units i Europa continental. El futur sembla assegurat de moment. Sarah Waters va comentar sobre la situació:
La llibreria és un dels majors proveïdors de biblioteques i centres d'estudis del Regne Unit i dissemina literatura que promociona la igualtat, la comprensió i la llibertat d'informació.